# Collezioni musicali a Pisa

## Dal 1100 al 1400

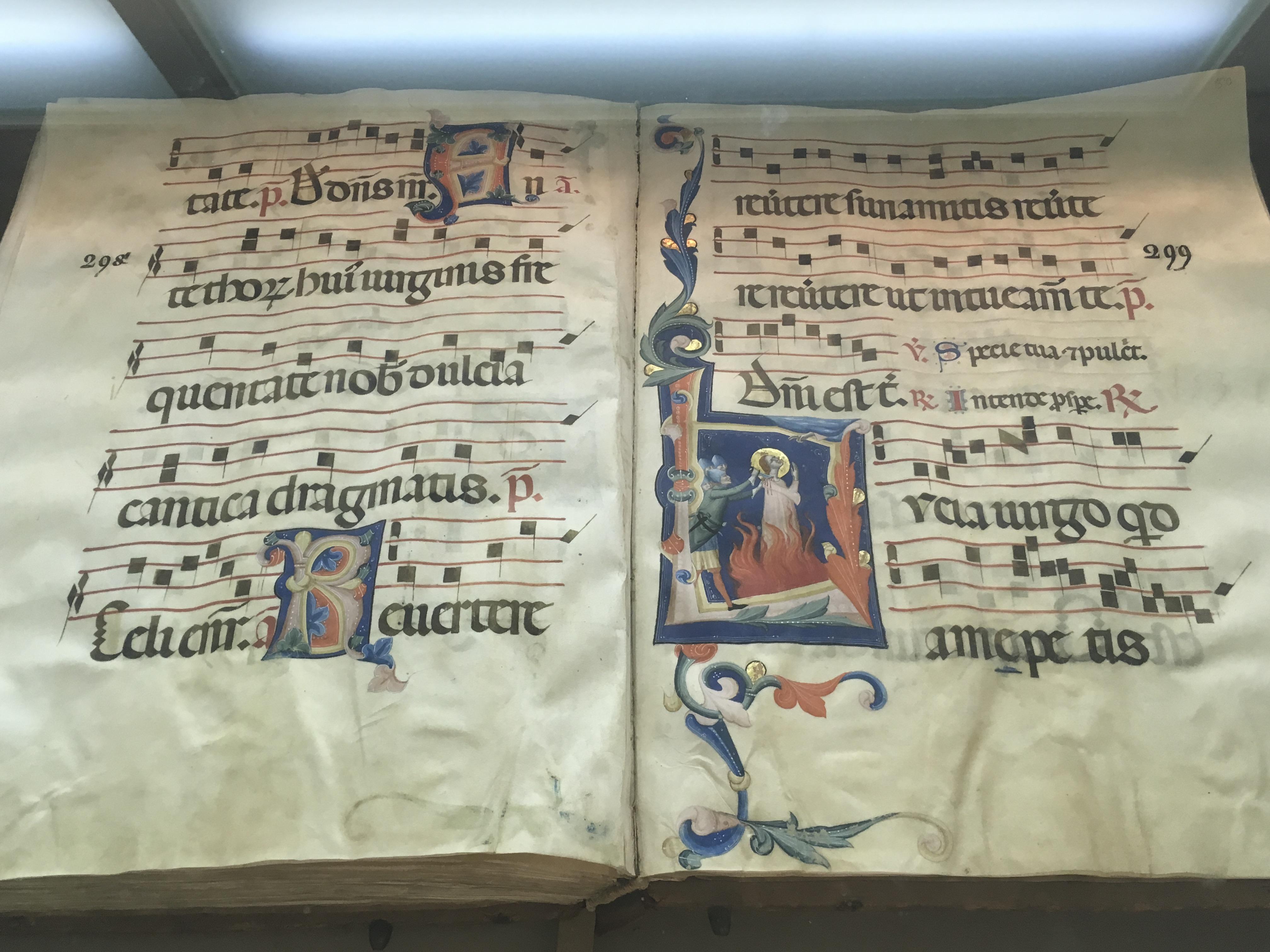
Antifonario in San Matteo a Pisa

Le prime notizie sulla musica sacra a Pisa si hanno con l'istituzione di un collegio canonicale nel IX sec., ma in città sono rimaste testimonianze musicali non anteriori al sec. XII. Nell'Archivio di Stato e nella Biblioteca Cathariniana si possono rintracciare libri liturgico-musicali risalenti a quel periodo. La prassi gregoriana del XIII sec. è testimoniata dai libri della Chiesa di San Matteo, quella del XIV dal materiale custodito nel Fondo Conventi della Biblioteca Universitaria, e da un nucleo di antifonari al Duomo. Un po' più corpose le musiche quattrocentesche, conservate nella Biblioteca Grandiniana, nel Fondo Chiesi-Alinari (entrambi conservati alla Biblioteca Universitaria) e nei libri liturgico-musicali del Duomo.

## Il Cinquecento e il Seicento
Libri liturgico-musicali cinquecenteschi sono presenti nell'Archivio musicale dei Cavalieri di Santo Stefano. Durante un lavoro di restauro dell'Archivio Storico dell'Opera della Primaziale, il Centro Documentazione Musicale della Toscana ha rinvenuto alcune pagine manoscritte e singole parti a stampa testimonianti la prassi polifonica della neonata (nel 1563) Cappella musicale del Duomo. Ulteriori testimonianze di polifonia sacra cinquecentesca sono nel Fondo Servizi Sacri dell'Archivio dei Cavalieri di Santo Stefano. Per quel che riguarda il Seicento, oltre a diverse edizioni stampate ancora nel Fondo Servizi Sacri dei Cavalieri, sono notevoli le parti a stampa presenti nell'Archivio Storico della Primaziale tra cui due parti stampate uniche al mondo: quella del tenore del secondo libro di madrigali di Pietro Maria Marsolo (edito a Venezia da Giacomo Vincenti nel 1604), e del canto del secondo libro delle fantasie di Germano Pallavicino (pubblicato a Venezia da Ricciardo Amadino nel 1610); edizioni disperse negli anni '90 del '900 e ritrovate dal Centro Documentazione Musicale della Toscana nel 2017. Edizioni seicentesche sono presenti anche nella Biblioteca personale del cardinale Maffi e negli archivi familiari dell'Archivio di Stato. L'esiguità del patrimonio musicale cinque e seicentesco nella cattedrale alfea è dovuta a una nutrita mole di incidenti, dall'incendio del 1595, ai 10 anni di semi-abbandono della cappella musicale dalla morte di Teofilo Macchetti (nel 1714) all'assunzione come maestro di cappella del suo allievo Giovan Carlo Maria Clari (nel 1723), e a un'alluvione nell'ultimo trentennio del Settecento.

## La fine del Seicento e il Settecento

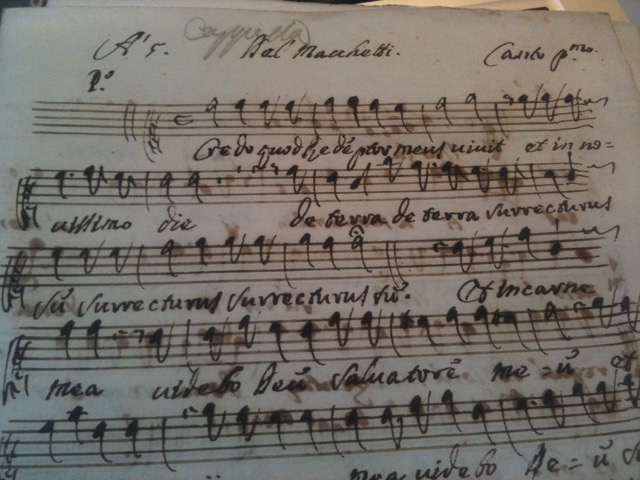
Macchetti Credo Autografo a Pisa

Nel 1681 (attivamente dal 1694) diventa maestro di cappella del Duomo Teofilo Macchetti. Egli inaugura una nuova e fiorente stagione musicale pisana che riecheggia nell'impennata di testimonianze musicali che si hanno a partire dall'ultimo Seicento. Le carte di Macchetti, compresi i suoi preziosissimi diari (fonti primarie per la ricostruzione storica), sono custodite alla Biblioteca Grandiniana e la sua musica vive nella tradizione indiretta dei suoi successori, Giovan Carlo Maria Clari e Giovan Gualberto Brunetti, che rielaborarono le composizioni del maestro oltre a comporre di persona una vasta mole di musiche sacre sopravvissute in forma quasi completamente autografa nell'Archivio Storico della Primaziale Pisana (si contano più di 250 autografi di Clari e quasi 600 di Brunetti). Contemporaneamente i Cavalieri di Santo Stefano promuovono una intesa attività musicale, con una loro cappella alimentata da valenti musici (tra loro ci fu Christian Joseph Lidarti), da ricche commissioni ai musicisti toscani (dello stesso Lidarti, di Brunetti, Clari, Filippo Maria e Giuseppe Gherardeschi, Francesco Zanetti) e da esecuzioni di superstar italiane (per esempio Niccolò Jommelli, Giuseppe Gazzaniga, Giacomo Tritto e Giovanni Battista Martini). Testimonianze settecentesche (un libretto manoscritto dell'opera Prima la musica poi le parole di Antonio Salieri) si trovano anche nel Fondo D'Ancona nella Biblioteca Universitaria.

## L'Ottocento

### Musica sacra

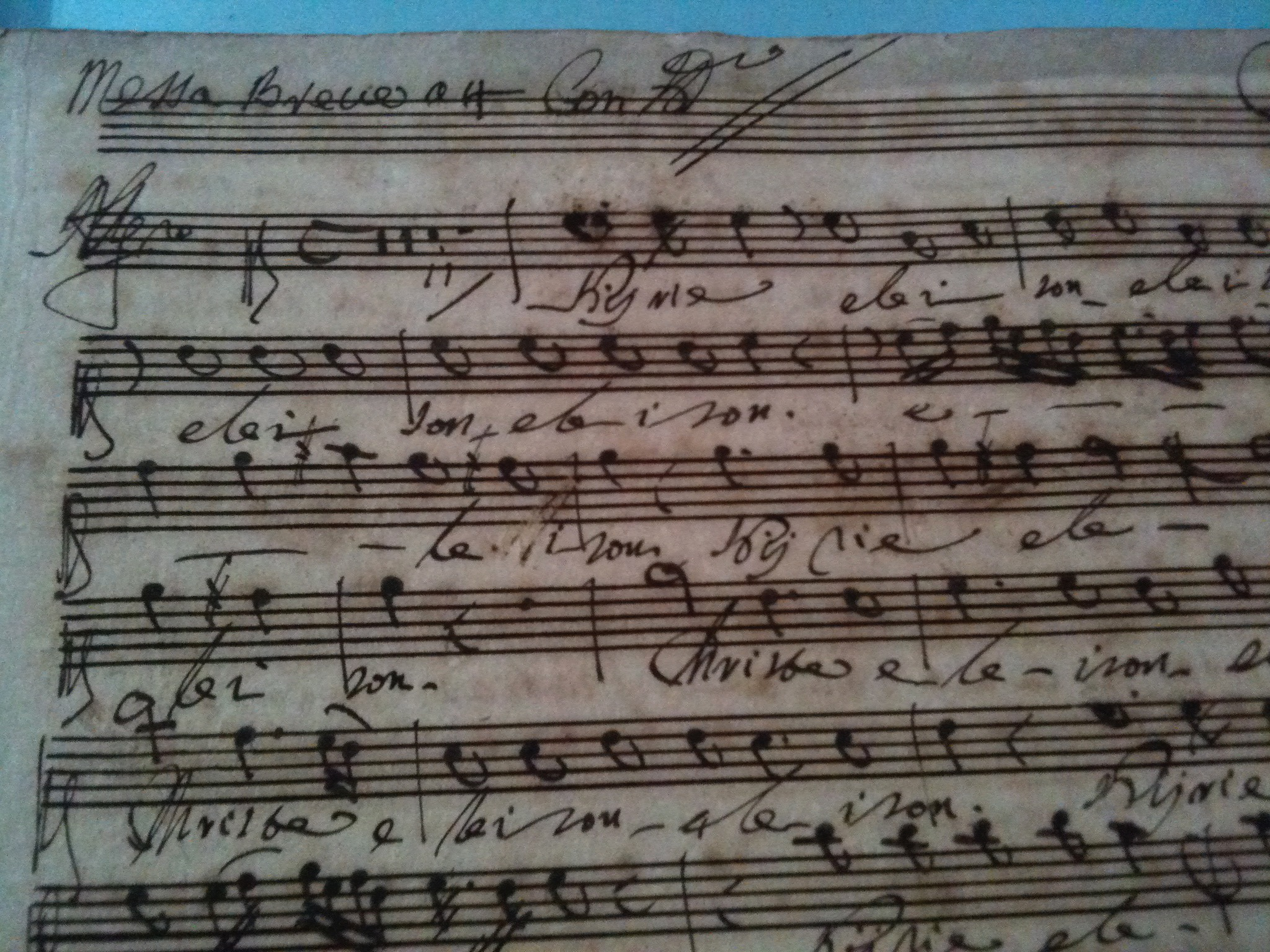
Parte di messa breve manoscritta nell'Archivio dei Cavalieri di Santo Stefano a Pisa

L'arrivo stabile in Toscana degli Asburgo-Lorena, dal 1765, porta a una maggiore presenza dei Granduchi a Pisa, scelta dalla corte per svernare. I Granduchi trasferiscono in Toscana il loro gusto per la musica mitteleuropea, per gli autori austriaci, tedeschi e boemi, e probabilmente commissionano al nuovo maestro di cappella del Duomo pisano, Nicola Benvenuti, le esecuzioni di musiche di Franz Joseph Haydn, Karl Georg von Reutter, Joseph Drechsler, Johann Baptist Schiedermayr, Vincenc Mašek, Siegfried Neukomm, Joseph Preindl, Franz Xaver Seyfried, Jan Nepomuk Václav Vocet e Vincenzo Righini: nell'Archivio Storico della Primaziale si trovano spesso le prime edizioni primo-ottocentesche, soprattutto viennesi e praghesi, delle musiche di questi compositori, oltre a numerose copie manoscritte. I Granduchi devono aver promosso una collaborazione tra la cappella del Duomo di Pisa e la cappella personale di corte, poiché nell'Archivio della Primaziale si trovano 19 cofanetti con partiture e parti musicali provenienti dalla collezione musicale di Palazzo Pitti, riconoscibili dai caratteristici diorami di Martin Engelbrecht, usati dal Granduca come copertina dei cofanetti delle "sue" musiche. I cofanetti recano pezzi composti da Padre Martini, da Vocet, da Reutter e da Salvatore Pazzaglia, il maestro di cappella granducale. È forse da ascrivere alla corte un particolare interesse per Mozart, testimoniato da edizioni viennesi del primo Ottocento, e dalle curiose messe che Franz Gleißner scrisse col nome di Mozart nel 1802 (KV Anh. 234 e 235). Oltre a tutto questo, la produzione sacra pisana diventa particolarmente elaborata: si nota un serio gigantismo di organico nelle musiche della cappella della cattedrale, a cui si affianca una formazione musicale del Capitolo. Nicola Benvenuti (quasi 200 sono i suoi autografi nell'Archivio della Primaziale) e il suo successore Vittorio Castrucci (più di 100 sono le sue composizioni, sacre e profane, collezionate prima dal Capitolo poi dalla Cappella) compongono moltissimo per entrambe le istituzioni (che rimangono sostanzialmente gemelle) promuovendo il nuovo gusto ottocentesco per le grosse formazioni orchestrali e corali. Nel posseduto della cappella, oltre ai lavori di Benvenuti e Castrucci, si nota la presenza di lavori di Beethoven e Luigi Cherubini (del quale si osservano molte prime edizioni stampate che si affiancano alle copie manoscritte), e nel Capitolo, oltre al lavoro di Castrucci e a una nutrita presenza di musica austro-boema (anch'essa derivata dai gusti granducali: della collezione capitolare fanno parte musiche di Theodor von Schacht, Leopold Koželuh, Carl Reissiger e Franz Reisinger), si trovano musiche di Haydn, Mozart e Beethoven. Nell'Ottocento, invece, si assottiglia la produzione dei Cavalieri di Santo Stefano, nel cui archivio però rimangono alcune significative musiche di Michael Haller, Oreste Ravanello, molti autografi di Antonio Felice Renzini, e quasi 100 autografi di Stefano Romani. Il rettore dei Cavalieri, Aldo Armani, ha inoltre personalmente collezionato, nella sua biblioteca privata, molte edizioni di musica sacra dell'Ottocento.

### Musica profana
Di interesse musicale sono due lasciti alla Biblioteca Universitaria: le lettere che Cherubini scrisse alla figlia, oggi nel Fondo Ippolito Rosellini, e l'autografo di Hector Berlioz, con 17 battute della Symphonie fantastique, conservato nel Fondo Corridi-Hall. Il resto del posseduto musicale ottocentesco profano a Pisa è dovuto all'interesse didattico di una scuola di musica e canto promossa dalla cappella del Duomo nel Novecento (che ha portato all'acquisto di numerose opere liriche di Bellini, Donizetti, Verdi, Catalani, spesso in prima edizione), e alla passione dei collezionisti e dei musicisti: per esempio, il cardinale Pietro Maffi ha collezionato molte edizioni musicali pianistiche.

## Il Novecento

### Musica sacra
Nel 1901 Paolo Amatucci diventa maestro della cappella della cattedrale e lascia quasi 250 autografi nell'Archivio della Primaziale, osservando i quali si nota la progressiva diminuzione dell'organico impiegato rispetto al gigantismo ottocentesco. Sempre meno sono gli strumenti e il coro che hanno avuto a disposizione i suoi successori Bruno Pizzi (che lascia quasi 100 autografi al Duomo), Franco Baggiani (che ne lascia quasi 200) e Riccardo Donati. Per il Duomo ha composto molto (circa 150 pezzi) anche Pietro Pecchiai, la cui musica profana (170 pezzi) è stata donata dalla figlia alla Biblioteca Universitaria. La scuola di canto della cattedrale si arricchisce, nel Novecento, delle opere di Giacomo Puccini, Pietro Mascagni, Franco Alfano, Riccardo Zandonai spesso in prima edizione (Ricordi e Sonzogno), di edizioni moderne (anche Urtext) di musica sacra di Händel, Mozart, Beethoven, e di una ingente collezione di riviste di musica di chiesa edite dall'editore Carrara di Bergamo (nell'Archivio della Primaziale sono presenti pressoché tutti i numeri delle testate L'organista, Celebriamo, Schola e Assemblea, La mystica corale, Le armonie dell'organo, Laus decora, Maestri dell'organo, Fiori dell'organo). Nel Novecento fu attiva anche una Schola Cantorum a San Marco, che ha lasciato un notevole corpus di edizioni post-ceciliane, un autografo di Amatucci e due autografi del maestro di banda pisano Alderano Petrucci. Quasi esclusivamente novecentesche anche le testimonianze provenienti da diverse parrocchie pisane, confluite nell'Archivio Storico Diocesano. Ricca di pezzi sacri di compositori come Marco Frisina e Lorenzo Perosi è la collezione di Angelo Campana al Convento di San Torpé, istituzione che conserva anche numerose edizioni moderne di pianoforte (Mozart, Haydn, Beethoven), riduzioni canto e piano di opere (Puccini, Verdi, Mascagni) e ulteriori pezzi di Perosi e Haller.

### Musica profana
Edizioni moderne ed enciclopedie musicali si trovano nelle biblioteche dell'Archivio di Stato e della Facoltà di Lingue e Letterature Romanze, mentre la biblioteca di San Michele degli Scalzi possiede quasi 1500 libretti d'opera in edizioni moderne (ma sono presenti anche pezzi del 1830). A San Michele degli Scalzi è presente anche un fondo con alcune musiche e cimeli di Titta Ruffo mentre alla Scuola Normale Superiore è conservata la Raccolta Barbi di canzoni e melodie popolari.

## Schema dei fondi musicali di Pisa
| Ente conservatore                               | Indirizzo                       | Fondi posseduti |
| ----------------------------------------------- | ------------------------------- | --- |
| Aldo Armani [fondo privato]                     |                                 | Fondo Aldo Armani |
| Archivio di Stato di Pisa                       | Lungarno mediceo, 30            | Archivi familiari Frammenti musicali Materiale musicale della Biblioteca Servizi Sacri dei Cavalieri di Santo Stefano                                              |
| Archivio Storico Diocesano                      | Piazza dell'Arcivescovado, 18   | Materiale musicale negli archivi parrocchiali |
| Biblioteca Arcivescovile Cardinale Pietro Maffi | Piazza dell'Arcivescovado, 18   | Materiale musicale della biblioteca Biblioteca privata del Cardinale Maffi                                                                                         |
| Biblioteca Cathariniana                         | Piazza Santa Caterina, 4        | Libri liturgico-musicali della biblioteca |
| Biblioteca del Convento di San Torpé            | Largo del Parlascio, 20         | Materiale musicale Fondo Angelo Campana |
| Biblioteca della Scuola Normale Superiore       | Piazza dei Cavalieri, 7         | Fondo Michele Barbi |
| Biblioteca di Lingue e Letterature Romanze      | Piazza Torricelli, 2            | Materiale musicale |
| Biblioteca Universitaria                        | Via Santa Maria, 5              | Materiale musicale della Biblioteca Grandiniana Fondo Alessandro D'Ancona Fondo Chiesi-Alinari Fondo Corridi-Hall Fondo Giuliana Corsetti Fondo Ippolito Rosellini |
| Chiesa di San Marco alle Cappelle               | Via Carlo Cattaneo, 145         | Fondo musicale Scholae Cantorum |
| Chiesa Nazionale di Santo Stefano dei Cavalieri | Piazza dei Cavalieri, 1         | Archivio musicale dell'Ordine Libri liturgico-musicali nell'archivio                                                                                               |
| Museo Nazionale di San Matteo                   | Piazza San Matteo in Soarta, 1  | Libri liturgico-musicali del museo |
| Opera della Primaziale                          | Piazza Duomo, 17                | Fondo storico Fondo moderno Materiale musicale del Capitolo |
| Chiesa di San Michele degli Scalzi              | Via di San Michele degli Scalzi | Fondo libretti d'opera Fondo Titta Ruffo |